# Nançois-le-Grand
Nançois-le-Grand ist eine französische Gemeinde mit 74 Einwohnern (Stand 1. Januar 2022) im Département Meuse in der Region Grand Est (bis 2015 Lothringen). Der Ort liegt im Kanton Vaucouleurs (bis 2015: Kanton Commercy) im Arrondissement Commercy.

## Geografie
Die Gemeinde liegt im Westen Lothringens, 15 Kilometer südwestlich von Commercy. An der Südgrenze der Gemeinde Nançois-le-Grand verläuft die autobahnartig ausgebaute Nationalstraße 4. Hier stehen zwei Windkraftanlagen als Teil eines größeren interkommunalen Windparks.

## Bevölkerungsentwicklung
| Jahr      | 1962 | 1968 | 1975 | 1982 | 1990 | 1999 | 2008 | 2019 |
| Einwohner | 78   | 68   | 55   | 59   | 61   | 60   | 58   | 74   |

## Sehenswürdigkeiten

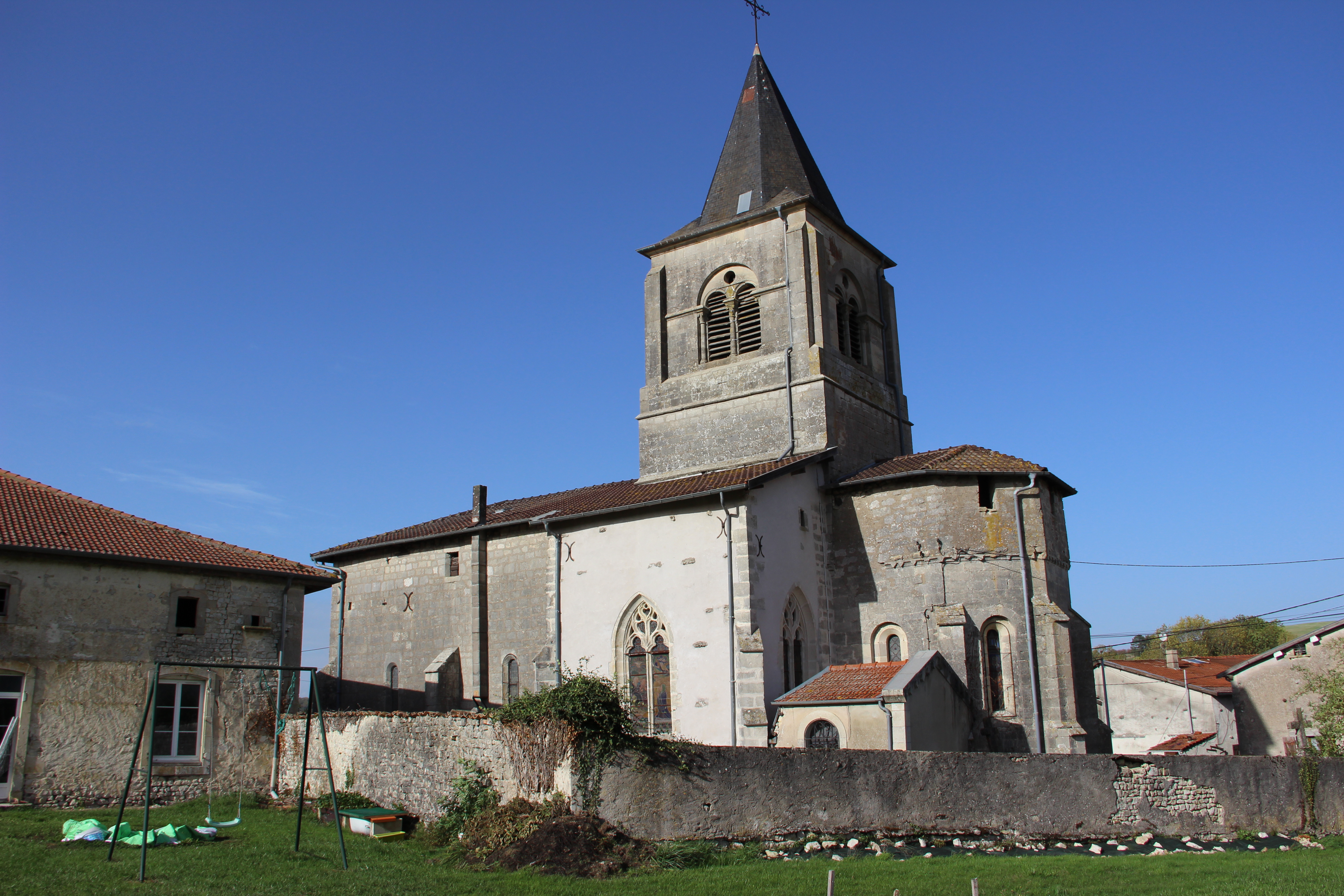
Kirche Saint-Èvre

- Kirche Saint-Èvre